# Renato Curcio
Renato Curcio, född 23 september 1941 i Monterotondo, Lazio, är en italiensk terrorist, en av grundarna av och under åren 1970–1975 ledare för terroristorganisationen Röda brigaderna (Brigate Rosse).

## Biografi
Renato Curcio föddes som utomäktenskapligt barn till arméofficeren Renato Zampa och Jolanda Curcio som arbetade som hembiträde hos Zampas mor.
Hela sin barndom fram till avslutad skolgång bodde Curcio hos fosterfamiljer och en tid på en internatskola i Rom. Han vantrivdes på internatskolan och rymde därifrån till sin farbror, filmregissören Luigi Zampa, som bodde i en jättelik villa i stadsdelen Parioli. Efter upprepade rymningar placerades Curcio hos en ny fosterfamilj i Imperia i Ligurien. När Curcio gått ut skolan ordnade hans far honom arbete som hissförare på ett bättre hotell i Milano och Curcio bodde då för första gången i sitt liv tillsammans med sin mor i en liten lägenhet. Efter något år fick de chansen att ta över ett litet hotell med ett femtontal rum i Sanremo och med ekonomin tryggad började Curcio att studera kemi. Efter att ha avlagt examen erbjöds han anställning på Pirelli men tackade nej och flyttade istället till Genua, där han levde ett tämligen bohemiskt liv under ett år och försörjde sig på tillfälliga jobb, bland annat som servitör. Han flyttade därefter till Trento 1962 för att studera sociologi vid universitetet där, mest för att han var förtjust i det bergiga trentinska landskapet.
Curcio blev i början av sin studietid i Trento känd som en kristen (valdensisk) aktivist men han förlorade sin kristna tro i mitten av 1960-talet. Han kom därefter att omfatta en marxistisk livsåskådning och företrädde inledningsvis närmast en maoistisk linje. När han 1966 distribuerade Maos lilla röda bland studenter träffade han Alberto Franceschini, som kom att bli brigadernas främste ideolog.
Under sin tid på universitet träffade han sin blivande hustru, Margherita "Mara" Cagol. Paret flyttade efter att 1969 ha gift sig till Milano, där de återsåg Franceschini som flyttade in hos dem och trions lägenhet kom så småningom att utgöra Röda brigadernas första bas. I november 1969 deltog de tillsammans med ett 70-tal andra medlemmar av Collettivo politico metropolitano – en politisk förening grundad av Curcio och Duccio Berio – i det möte i Chiavari där man började utforma den teoretiska grunden för Röda brigaderna.
Mellan 1972 och 1975 förövade Röda brigaderna ett antal bombdåd (mot bilar och industrianläggningar) och kidnappningar. I september 1974 greps Curcio tillsammans med Franceschini och internerades i väntan på rättegång, men fritogs av Cagol i februari 1975. Den 5 juni samma år dödades Cagol i en skottväxling med karabinjärer, och Curcio kunde i januari 1976 arresteras på nytt efter 334 dagar på flykt. Han dömdes sedermera till 28 år i fängelse för bland annat "moralisk delaktighet" (concorso morale) i mordet på två medlemmar av MSI – Graziano Giralucci och Giuseppe Mazzola – vilka dödades i samband med ett inbrott i MSI:s lokaler i Padua 1974. Efter 24 år i fängelse släpptes Curcio villkorligt den 7 oktober 1998.

## Bilder

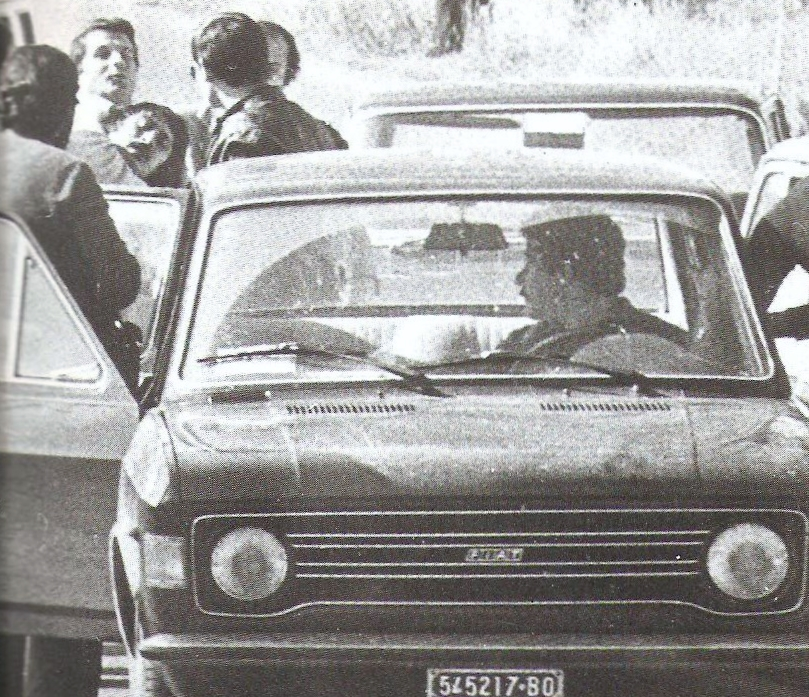
Gripandet av Renato Curcio (i förarsätet) och Alberto Franceschini (till vänster) i Pinerolo i september 1974.
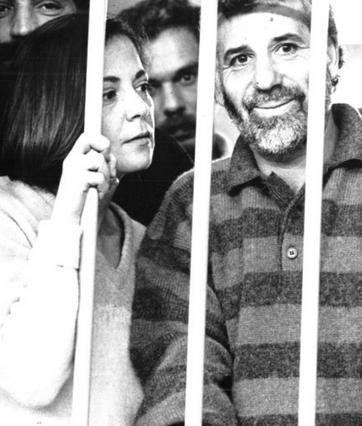
Renato Curcio och Barbara Balzerani bakom galler 1990.